# Équipe de France féminine de basket-ball en 2020
L'équipe de France commence sa saison 2020 par le tournoi de qualification olympique, organisé en France. Elle se qualifie pour le tournoi olympique de Tokyo.

## Tournoi pré-olympique
Le tournoi de qualification olympique est disputé à Bourges du 6 au 9 février 2020. Le tirage effectué le 27 novembre désigne comme adversaires de la France, l'Australie, le Brésil et Porto Rico, trois des quatre équipes étant qualifiées pour Tokyo.
Après deux matches amicaux réussis face à l'Espagne fin 2019, Valérie Garnier compose sa sélection pour le TQO. Au terme du stage, Alix Duchet et Magali Mendy quittent le groupe :
| Poste      | Numéro | Joueuse                       | Naissance         | Taille | matchs | points | Club 2019-2020     |
| ---------- | ------ | ----------------------------- | ----------------- | ------ | ------ | ------ | ------------------ |
| ailière    | 11     | Valériane Ayayi Vukosavljevic | 29 avril 1994     | 1,84 m | 3      | 14     | USK Prague         |
| ailière    | 6      | Alexia Chartereau             | 5 septembre 1998  | 1,89 m | 3      | 13     | Bourges            |
| intérieure | 8      | Helena Ciak                   | 15 décembre 1989  | 1,95 m | 3      | 18     | ASVEL              |
| meneuse    | 0      | Olivia Époupa                 | 30 avril 1994     | 1,65 m | 3      | 18     | Canberra Capitals  |
| meneuse    | 99     | Marine Fauthoux               | 23 janvier 2001   | 1,73 m | 3      | 2      | Tarbes             |
| intérieure | 7      | Sandrine Gruda                | 25 juin 1987      | 1,93 m | 3      | 62     | Famila Schio       |
| arrière    | 14     | Bria Hartley                  | 30 septembre 1992 | 1,73 m | 3      | 23     | Galatasaray        |
| arrière    | 23     | Marine Johannès               | 21 janvier 1995   | 1,77 m | 3      | 45     | Lyon ASVEL         |
| ailière    | 10     | Sarah Michel                  | 10 janvier 1989   | 1,80 m | 3      | 10     | Bourges            |
| intérieure | 5      | Nwal-Endéné Miyem             | 15 mai 1988       | 1,88 m | 3      | 34     | Flammes Carolo     |
| intérieure | 12     | Iliana Rupert                 | 12 juillet 2001   | 1,91 m | 3      | 2      | Bourges            |
| ailière    | 93     | Diandra Tchatchouang          | 14 juin 1991      | 1,89 m | 3      | 9      | Lattes Montpellier |
| arrière    | 94     | Magali Mendy                  | 6 février 1990    | 1,75 m | -      | -      | Uni Gérone CB      |
| arrière    | 39     | Alix Duchet                   | 6 février 1990    | 1,75 m | -      | -      | Lattes Montpellier |

- Entraîneuse : Valérie Garnier
- Assistants :  Olivier Lafargue, Grégory Halin, Rachid Meziane

| Date       | Lieu    | Adversaire | Score    | Compétition | Meilleure marqueuse (France) |
| ---------- | ------- | ---------- | -------- | ----------- | ---------------------------- |
| 6 novembre | Bourges | Australie  | V 72-63  | TQO         | Sandrine Gruda (16 points)   |
| 8 novembre | Bourges | Brésil     | V 89-72  | TQO         | Sandrine Gruda (26 points)   |
| 9 novembre | Bourges | Porto Rico | V 89- 51 | TQO         | Sandrine Gruda (20 points)   |

Après quelques premières minutes tendues, les Françaises prennent dès le premier quart temps (14-11) un écart qu'elle feront fructifier. Sandrine Gruda tient la comparaison avec la star WNBA Liz Cambage. Marine Johannès puis Diandra Tchatchouang marquent à longue distance (23-11 12’). Liz Cambage et Leilani Mitchell ramènent les Opals au contact (27-27 16‘), mais Bria Hartley fait la différence avec six points de rang pour mener 36 à 30 à la pause. Après la mi-temps, Sandrine Gruda et Endy Miyem portent l'avance tricolore à 13 unités (43-30). Sandy Brondello trouve les ressources pour recoller au score avec Rebecca Allen (54-49). les Françaises sont les plus solides dans la dernière période avec une Sandrine Gruda dominatrice qui compile 16 points et 11 rebonds,,.
Après une victoire 89 à 72 sur le Brésil, les Bleues se qualifient pour la quatrième fois les Jeux olympiques après Sydney en 2000 (5e), Londres en 2012 (médaille d’argent) et Rio en 2016 (4e).
Face à une sélection privée de Clarissa Dos Santos et Nadia Colhado, blessées, et battue l'avant-veille par Porto Rico, les Bleues ont dominé la rencontrer (107 à 61 à l'évaluation collective), portées par Sandrine Gruda (26 points à 12/14 aux tirs, 8 rebonds et 1 passe décisive pour 32 d'évaluation en seulement 23 minutes). Gruda (10 points dans le premier quart-temps), Johannès et Miyem créent d'emblée un écart (22-15, 10'). Les Brésiliennes résistent  mais Olivia Epoupa, Sarah Michel et Helena Ciak permettent de consolider l'avance tricolore à la pause (27-38). Les Brésiliennes 
réduisent le retour à 4 points au retour sur le parquet, mais Helena Ciak puis Sandrine Gruda réagissent et l'écart s'est encore accru avant d'aborder le quatrième quart-temps (QT3 : 60-46). La dernière période voit cet écart se consolider et les Bleues concluent sans trembler 89 à 72,,.
Pour la dernière rencontre, sans enjeu, les Françaises s'imposent facilement 89 à 51. L'entame est sans appel avec un 16 à 0 réussi par les Bleues. La mi-temps est atteinte sur le score de 50 à 20. Sandrine Gruda (19 points à 1 000 % de réussite et 6 rebonds en 13 minutes) a toujours une forme exceptionnelle, bien épaulée par Endy Miyem et Marine Johannès.La meneuse portoricaine Jennifer O'Neill était parfaitement muselée par Bria Hartley. La France se permet de donner un large temps de jeu aux jeunes joueuses en seconde mi-temps,.